# المزرع (الحديدة)

تعديل مصدري - تعديل

المزرع هي إحدى قرى مديرية الجراحي، التابعة لمحافظة الحديدة اليمنية، بلغ تعداد سكانها 2583 نسمة حسب الإحصاء الذي أجري عام 2004.